# Sandro Dionisio
Sandro Dionisio (Napoli, 13 giugno 1959) è un regista cinematografico e sceneggiatore italiano.

## Biografia
Sandro Dionisio si diploma in regia e sceneggiatura al Centro Sperimentale di Cinematografia di Roma nel 1987. Intraprende poi collaborazioni come aiuto regista e direttore del casting con i registi Nanni Loy, Francesco Rosi, Gianni Amelio, Marco Risi e Mario Martone. Il suo esordio come regista avviene nel 2003 con La volpe a tre zampe, dall'omonimo romanzo scritto da Francesco Costa. Nel film recitano Miranda Otto, Nadja Uhl, Tomas Arana, Angela Luce, Antonia Truppo. Il film vince premio della giuria al Giffoni Film Festival 2003. Nel 2011 ha realizzato il suo secondo film, Un consiglio a Dio, con Vinicio Marchioni. Del 2017 è il nuovo film Voce 'e Sirena.

## Filmografia
- La Volpe a tre Zampe, premio della Giuria al Giffoni Film Festival 2003, premio miglior attrice, premio della giuria e del pubblico alla decima edizione del Vieste film festival e presentato

in concorso al 54° Berlin International Film Festival del 2004.
Compleanno tratto dal racconto omonimo di Mariateresa di Lascia è evento speciale alla 62.a edizione del festival del cinema di Venezia nel 2005.
Un Consiglio a Dio con Vinicio Marchioni, esperimento di cinema cross-over che coniuga teatro documentario e cinema di finzione. il film ha rappresentato l’Italia al Festival Internazionale di Pesaro nel giugno 2012, ed è stato premiato al Procida film festival del 2014. Recentemente la Cecchi Gori Group ne ha commercializzato l’home video.
```
( documentario)   Costellazione Betolucci,  con Bernardo Bertolucci,  Roberto Perpignani e mario Martone  Cetra produzioni 2021
```

“Voce ‘e Sirena” Con Cristina Donadio, Rosaria de Cicco Agostino Chiummariello, Enzo Moscato, Aldo Masullo, Silvio Perrella Antonio Biasiucci, Marino Niola apre la ventesima edizione del Napoli film Festival nel 2018. 
Dialoghi dal Futuro, omaggio a Luciano Cilio ,  cetra produzioni  2024

## Teatro
- Semenzella (2014/2016), testo e regia[5]
- Sottozero (2016), testo e regia
- il coro negato  2013 nouveau  Theatre de poche sala Assoli cetra produzioni con Cristina Donadio Tina Femiano Cristian Izzo Carmen Femiano  testo e regia
- Personaecore con roberto Azzurro francesca Fedeli Tina Femiano Antonella Romano  teatro stabile di napoli febbraio 2022 testo e regia